# Pablo Camacho
Pablo Jesús Camacho Figueira (Caracas, Venezuela, 12 de diciembre de 1990) es un futbolista venezolano nacionalizado portugués que juega como defensa en el Deportivo Táchira de la Primera División de Venezuela.
Comenzó sus primeros pasos en el fútbol con el equipo Deportivo Galicia de la Hermandad Gallega de la ciudad capital.
En el 2009 formó parte del equipo sub-20 de Venezuela el cuarto puesto conseguido en el Sudamericano Sub-20 asegurando el pase de Venezuela a la Copa Mundial de Fútbol Sub-20 de 2009.

## Clubes
| Club                           | País      | Año           | PJ  | Goles |
| ------------------------------ | --------- | ------------- | --- | ----- |
| Caracas                        | Venezuela | 2008          | 15  | 12    |
| Deportivo Italia               | Venezuela | 2008-2009     | 28  | 1     |
| RCD Espanyol B                 | España    | 2009          | 10  | 0     |
| Caracas                        | Venezuela | 2009-2012     | 26  | 0     |
| Aragua                         | Venezuela | 2012- 2013    | 17  | 0     |
| Deportivo Anzoátegui           | Venezuela | 2013-2014     | 8   | 0     |
| Deportivo La Guaira            | Venezuela | 2014-2015     | 12  | 0     |
| Deportivo Táchira Futbol Club  | Venezuela | 2015-2016     | 39  | 0     |
| Lincoln Red Imps Football Club | Gibraltar | 2016-2017     | 16  | 0     |
| Deportivo Táchira Futbol Club  | Venezuela | 2017-presente | 157 | 6     |

## Palmarés

### Campeonatos nacionales
| Título                     | Club                            | País      | Año     |
| -------------------------- | ------------------------------- | --------- | ------- |
| Primera División           | Caracas FC                      | Venezuela | 2009-10 |
| Copa Venezuela             | Deportivo La Guaira Fútbol Club | Venezuela | 2014    |
| Liga Nacional de Gibraltar | Lincoln Red Imps Football Club  | Gibraltar | 2017-18 |
| Primera División           | Deportivo Táchira               | Venezuela | 2021    |
| Primera División           | Deportivo Táchira               | Venezuela | 2023    |
| Torneo Clausura            | Deportivo Táchira               | Venezuela | 2024    |
| Primera División           | Deportivo Táchira               | Venezuela | 2024    |